# Bill Reichenbach junior
William Frank „Bill“ Reichenbach Jr. (*  20. November 1949 in Takoma Park bei Washington, D.C.) ist ein US-amerikanischer Jazz- und Studiomusiker. Er spielt hauptsächlich Bassposaune, aber auch Tenorposaune und gelegentlich auch Euphonium und Tuba. Auch ist er als Filmkomponist in Erscheinung getreten.

## Leben und Wirken
Reichenbach, der Sohn des Schlagzeugers Bill Reichenbach senior, spielte in seiner Jugend in der Band seines Vaters mit Milt Jackson, Zoot Sims und anderen. Nach dem College absolvierte er ein Musikstudium an der Eastman School of Music, um dann 1972 bei Buddy Rich zu spielen. Dann zog er nach Los Angeles, wo er in den Studios für Film und Werbung arbeitete und in zahlreichen Fernsehsendungen auftrat. 1976 und 1977 gehörte er auch zur  Toshiko Akiyoshi/Lew Tabackin Big Band. Auch ist er auf Aufnahmen von Don Menza (1979), Tom Scott (1983) und Michael Jackson (Off the Wall, Thriller und HIStory – Past, Present and Future Book I) zu hören und ging mit Jaco Pastorius auf Tournee (Invitation). 1984 veröffentlichte er mit seinem eigenen Quartett ein Soloalbum, Special Edition. Auch komponierte er für Cartoon All-Stars to the Rescue.